# 時間終結
時間終結（英語：End Time）是亞伯拉罕诸教──猶太教、基督教和伊斯兰教中的末世論和印度教及佛教中的「末日景象」中所提及的一段時期或一個轉捩點。

## 猶太教的角度
於猶太教中，「時間終結」是指彌賽亞的時代。猶太教徒相信當彌賽亞來臨和「将来的世代」（Olam Haba）到達時，全人類將會再次統一，和平將降臨於世界，所有人將會誠心地侍奉上帝，並且上帝會重建耶路撒冷聖殿。

## 伊斯蘭教的角度
在伊斯蘭教中，伊斯蘭教徒相信於復活日（Yawm al-Qiyāmah），又稱為審判日（Yawm ad-Din）中，真主安拉將會在世界終結之時舉行對全人類的審判。

## 基督教的角度
於天主教中，時間終結不時被描繪為一個時期的終結。而這個時期是以彌賽亞的第二次到來作為終結。天主教相信屆時彌賽亞將會結束人間的所有苦難和消滅所有邪惡，淨化原罪，並對全人類作出最後的審判。在此之後，人類將得到永生，並進入另一個新時期。

## 佛教的角度
佛教认为宇宙的生灭反复循环，没有起始或终结。任何的终结都是起始，任何的起始都是终结。佛教认为没有一个独立的时间存在，对于生活在不同世界的众生，因业力不同，时间的长短与概念亦都各不相同。佛教亦认为，任何事物的发展都是连续的，没有一刻暂停过。所以佛教描述时间时，多以比喻或以其他事物的发展来描述时间。
佛教以“劫”，来描述一段长远的时间。有学者认为“劫”没有实质的精确时间，但凡佛经中出现的时间多为约数，“劫”亦被认为是一个大概的时间单位。
自壽自十歲，百年增一至八萬四千歲為止，然後再百年減一至十歲為止，如是一增一減，為一小劫，二十小劫為一中劫，經成、住、壞、空，四中劫為一大劫，即一世界成毀的時間。——《大智度論》
即1小劫可換算為1679萬8000年；20小劫為1中劫，即3億3596萬年；4中劫為1大劫，即13億4384萬年。
也有以佛與辟支佛出世與否來計算的，分為「大劫」（mahākalpa）和「中劫」（antarakalpa）兩種，「小劫」同「中劫」。這種算法的「劫」沒有固定長度，但80小劫即等於1大劫，若按以上算法推度，此一大劫為268億7680萬年。

## 其他宗教的角度
很多不同的宗教也有自己的末世論，多與轉世或贖罪有關。

## 現代科學的角度
自從18世紀起，人類對科學方面的認識加深，人類明白地球的年齡遠比以往人類認為只有幾千年大得多。因此，末世被科學家認定為「宇宙的終極命運」，即世界末日將可能是宇宙熱寂，宇宙中再也沒有任何可以維持運動或是生命的能量存在的時候。那樣，末世將不是好幾千年以內的事，而是10100年後的事了。